# عذم مراكشي
العذم المراكشي (باللاتينية: Stipa maroccana) نوع نباتي يتبع جنس العذم من الفصيلة النجيلية.

## الموئل والانتشار
ينتشر في المغرب العربي.